# Ruotsinpyhtää
Ruotsinpyhtää (in svedese Strömfors) è stato un comune finlandese di 2 967 abitanti, situato nella regione dell'Uusimaa. Fino al 2011 apparteneva alla regione dell'Uusimaa Orientale in seguito soppressa.
È stato soppresso nel 2010 ed è ora compreso nel comune di Loviisa.
La città è bilingue, con una maggioranza del 79% di lingua finlandese e una minoranza del 19% di lingua svedese.
Il suo nome significa letteralmente "Pyhtää svedese" perché proprio qui, lungo il fiume Kymijoki, nel 1743 fu tracciato il confine di stato russo-svedese, che divise la città in due parti. La parte occidentale, costituita dall'attuale comune, restò alla Svezia, mentre la zona orientale, l'attuale Pyhtää, venne ceduta all'Impero russo.
Il confine municipale e regionale coincide ancora con il corso del fiume: la parte orientale dell'antico paese è infatti nella regione del Kymenlaakso e costituisce l'attuale comune di Pyhtää.